# Keith Lockhart
Keith Alan Lockhart (Poughkeepsie, 7 novembre 1959) è un direttore d'orchestra e pianista statunitense.
È il direttore della Boston Pops Orchestra e il direttore principale della BBC Concert Orchestra. Lockhart è stato direttore musicale della Utah Symphony dal 1998 al 2009 ed è stato titolare di titoli onorari in molte altre orchestre.

## Biografia
Nel 1995 Keith Lockhart è diventato il terzo direttore dei Boston Pops. È titolare della cattedra di Direttore della Julian ed Eunice Cohen Boston Pops. Ha lavorato con una vasta gamma di artisti affermati provenienti dal mondo dello spettacolo e promuove programmi che si concentrano su talenti giovani musicisti del Tanglewood Music Center, del Brevard Music Center, del Boston Conservatory e del Berklee College of Music.
Lockhart ha diretto più di 1.500 concerti dei Boston Pops e ha introdotto le innovative serie JazzFest ed EdgeFest, con protagonisti di jazz e indie che si esibiscono con i Pops. Lockhart ha inoltre presentato concerti di spettacoli a Broadway, compresi Carousel di Rodgers e Hammerstein e A Little Night Music di Stephen Sondheim, insieme ai concorsi PopSearch e High-School Sing-Off.
Sotto la leadership di Lockhart, i Boston Pops hanno commissionato diverse nuove opere, tra cui The Dream Lives On, omaggio ai fratelli Kennedy, presentato in anteprima nel maggio 2010 durante il 125º anniversario e decine di nuovi arrangiamenti.

## Primi anni
Nato il 7 novembre 1959 a Poughkeepsie, New York, Lockhart è il maggiore di due figli di Newton Frederick e Marilyn Jean (Woodyard) Lockhart, che lavoravano come professionisti di computer. È cresciuto nelle vicine Wappingers Falls ed è stato educato nelle scuole pubbliche della Dutchess County di New York. Iniziò a studiare il pianoforte all'età di sette anni. Lockhart si laureò nel 1981 presso l'Università Furman con una doppia specializzazione, tedesco e pianoforte. Successivamente conseguì la laurea in direzione orchestrale presso l'Università Carnegie Mellon. Lockhart fu avviato nel 1978 nell'associazione Phi Mu Alpha Sinfonia, dalla sezione Gamma Eta dell'Università Furman.

## Carriera musicale
La carriera di direttore di Lockhart iniziò come direttore associato delle orchestre Orchestra Sinfonica di Cincinnati e Cincinnati Pops, nonché direttore musicale della Cincinnati Chamber Orchestra. Nel 1995 Lockhart divenne direttore della Boston Pops Orchestra, successendo a John Williams. Ha mantenuto questo incarico fino ad oggi. Inoltre, dal 1998 al 2009, Lockhart è stato anche il direttore musicale della Utah Symphony. Nel 2010, Lockhart è diventato il direttore principale della BBC Concert Orchestra. Lockhart è anche il direttore artistico dell'istituto estivo Brevard Music Center e del festival, un programma cui aveva partecipato fin da adolescente.
Oltre ai suoi principali incarichi direttoriali, Lockhart è stato direttore ospite di numerose orchestre internazionali, tra cui la Royal Concertgebouw Orchestra, la Deutsches Symphonie-Orchester Berlin, la NHK Symphony a Tokyo e la Melbourne Symphony Orchestra. In patria Lockhart ha anche diretto con New York Philharmonic, Cleveland Orchestra, Philadelphia Orchestra, Chicago Symphony, Los Angeles Philharmonic, Dallas Symphony, Indianapolis Symphony, Toronto Symphony, Seattle Symphony, Vancouver Symphony, St. Paul Chamber Orchestra, Ottawa's National Arts Centre Orchestra, Montréal Symphony, Milwaukee Symphony, e la San Francisco Symphony. Dal 1991 esegue oltre 100 programmi con la Naples (FL) Philharmonic.
Lui e il Boston Pops hanno pubblicato cinque registrazioni autoprodotte - The Boston Pops Christmas-Live dalla Symphony Hall del 2013, nonché Sleigh Ride, America, Oscar & Tony e The Red Sox Album - e ha anche registrato otto album con la RCA Victor -Runnin 'Wild: The Boston Pops suona Glenn Miller, American Visions, The Celtic Album, nominato ai Grammy, Holiday Pops, A Splash of Pops, Encore!, The Latin Album, nominato al Grammy e My Favorite Things: A Richard Rodgers Celebration. Keith Lockhart ha fatto 74 spettacoli televisivi con i Boston Pops, tra cui un concerto nel 2009 con il trombettista jazz Chris Botti e gli ospiti speciali Sting, John Mayer e Steven Tyler e l'annuale Boston Pops Fireworks Spectacular, trasmesso a livello nazionale per molti anni sull'A & E E le reti televisive CBS. Ha anche condotto numerosi spettacoli di Holiday Pops, nonché 38 nuovi programmi per la serata PBS a Pops (1970-2004). Ha diretto i Boston Pops in 39 tournée nazionali, oltre a spettacoli alla Carnegie Hall e alla Radio City Music Hall e ha portato la musica di "America's Orchestra" all'estero in quattro giri del Giappone e della Corea. Lockhart ha diretto i Boston Pops nell'inno nazionale per numerosi eventi sportivi importanti.

## Vita privata
Lockhart ha sposato la sua fidanzata del college, Ann Louise Heatherington, dopo la laurea alla Furman University. La coppia divorziò due anni dopo.
Lockhart ha sposato la violinista della Boston Pops Lucia Lin nel 1996. La coppia ha divorziato nel 2005. Hanno un figlio, Aaron, nato nel 2003. Nel 2007 ha sposato la sua attuale moglie, Emiley Zalesky. I due si incontrarono mentre la Zalesky aveva un appuntamento presso un ristorante di Boston. La Zalesky è un avvocato nel Massachusetts. La coppia ha un figlio, Edward Kellan Lockhart, nato nel 2010.

## Premi e nomination
Lockhart ha ricevuto il premio Bob Hope Patriot dalla Congressional Medal of Honor Society nel 2006.